# Bobinet

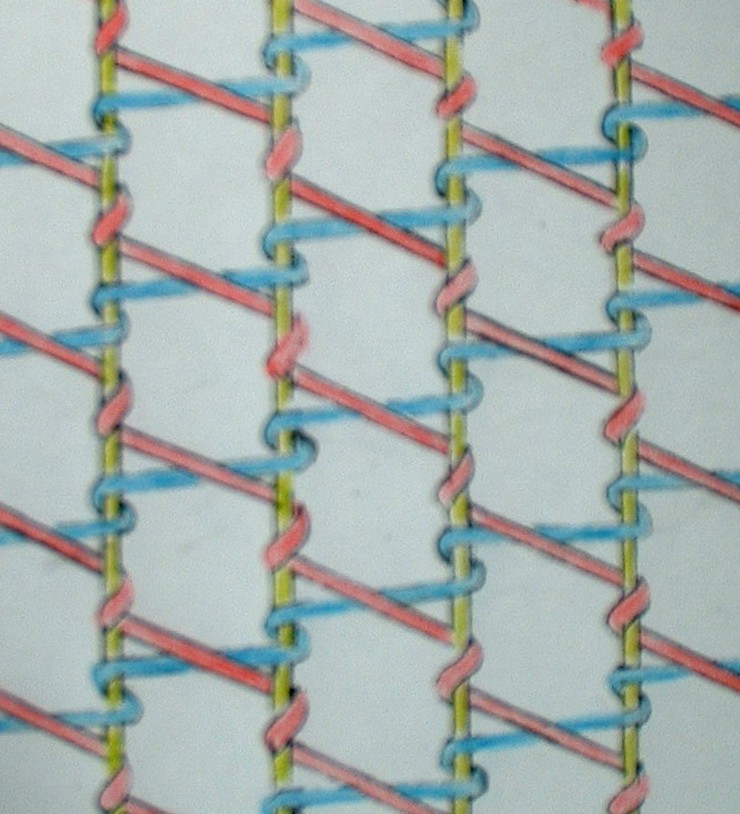
Schematische Darstellung des Bobinet: hellgrün die Kette, die zwei Schussfäden sind blau und rot dargestellt

Der Bobinet, auch englischer Tüll, ist Tüll, der auf einer Bobinet-Maschine hergestellt wird.
Es ist ein netzartiges Geflecht, das aus einer Reihe Kettfäden und zwei bis vier schräg verlaufenden Schussfäden besteht. Bei der Herstellung wird der Schuss auf einer sehr schmalen Spule (Bobine) zwischen den Kettfäden durchgezogen und umschlingt sie dabei. Auf diese Weise entstehen wabenförmige quadratische oder rechteckige Öffnungen. Mit einer entsprechenden Vorrichtung lassen sich mit der Bobinettechnik auch umfangreiche und komplizierte Muster herstellen.
Zum Verarbeiten werden am häufigsten Garne aus Baumwolle, Seide, Polyamid und Polyester verwendet.

## Geschichte
1808 wurde die erste Bobinet-Maschine gebaut. Ihr Erfinder, der Engländer John Heathcoat, hatte die Handbewegungen der Klöppler studiert, und es gelang ihm, diese mit seiner Maschine nachzuahmen. Der auf dieser Bobinet-Maschine hergestellte glatte ungemusterte Tüll war dem echten Klöppelnetz ebenbürtig. Er ließ sich zudem um ein Vielfaches schneller und günstiger produzieren. Die von John Heathcoat entwickelte Bobinet-Tüll-Maschine wird bis heute in fast unveränderter Form für die Herstellung von echtem Tüll verwendet. Die weltweit größte Produktion von solchem echten Bobinet-Tüll befindet sich heute in der Perry Street, Chard (Somerset, Vereinigtes Königreich).
Heathcoats Bobinet-Maschine wurde später von seinem Landsmann Leaver weiterentwickelt und in der zweiten Hälfte des 19. Jahrhunderts mit der Jacquardeinrichtung ergänzt. Die Leavers-Maschine, wie man sie oft auch nennt, und Leavers-Spitzen waren bis ca. 1914 führend auf dem Gebiet der Spitzenerzeugung. Seit etwa Mitte des 20. Jahrhunderts wird diese Ware jedoch zum großen Teil auf viel produktiveren Raschelmaschinen hergestellt. Bei auf solchen Maschinen hergestelltem Tüll handelt es sich jedoch nicht mehr um echten Bobinet-Tüll, sondern um Wirktüll.

## Bobinet in der Gegenwart
Ende des 20. Jahrhunderts waren weltweit noch immer ca. 1000 Bobinetmaschinen im Einsatz. Die Produktion konzentriert sich auf sehr spezielle Waren aus den Gruppen: Tüll, Gardine und Spitze. Bekannt ist auch die Fertigung von Perücken, feinen Netzen (etwa für Lautsprecher) und anderen technischen Textilien.
Bobinettüll ist absolut schiebefest und hat fast unbegrenzte Musterungsmöglichkeiten. Nach der Form der Waben bezeichnet man ihn als Erbs-, Gitter- oder Twisttüll.
Bei Gardinen unterscheidet man:
- Jacquard-Grundbindung.
 Neben den Bobinenfäden kommen hier von der Jacquardmaschine Musterfäden zum Einsatz, mit denen seitliche Legungen durchgeführt werden. Es entstehen abwechselnd kräftige und zarte Musterflächen (z. B. Double-Action oder Swiss-Bindung).
- Kombinationsbindung
 Mehrere Kett- und Musterfäden werden zusammengefasst, es entstehen Stege, Knoten, Rippen und andere Formen und somit größere Durchbrucheffekte. Bekannte Bindungen: Double-tie, Double-Action und Swiss.
- Schienen-Grundbindung
 Zu dieser Art wird ein viertes Fadensystem gebraucht, ein s.g. Grundfaden. Durch den seitlichen Versatz des vierten Systems werden Vier- und Sechsecke oder Knoten gebildet. Die Textilie hat eine sehr gute Stabilität und ist z. B. unter der Bezeichnung Filet- oder Strichgrund sowie Everlasting oder Swiss-net bekannt.

Bobinet-Spitze
Produktionsmaschinen zur Herstellung von Bobinet-Spitze sind heute grundsätzlich mit einer Jacquardeinrichtung ausgestattet. Die Musterung ist kleinrapportig und dicht, geeignet für hochwertige Gardinen wie Vallencienes-, Chantillyspitzen oder Bobbin-fining.

## Verwendungen
Echter Bobinettüll wird traditionellerweise für Vorhangstoffe der gehobenen Klasse, für Hochzeitskleider, Haute-Couture-Mode, Lingerie und Stickereien verwendet, wobei der Bobinet hier als Stickboden dient, sowie als Perückenboden für hochqualitative Perücken. In den letzten Jahren hat Bobinet auch Eingang gefunden in die Welt der technischen Textilien. Solch technische Anwendungen, wo Qualität wichtiger ist als Aussehen, sind der Gebrauch von Bobinet für Sonnenrollos in Autos und der Bahn, Sicherheitsnetze, Fallschirme, Radarreflektoren für militärische Zwecke, flexible textile Schalter und Sensoren, sowie für die Bühnen- und Filmbeleuchtung. Abhängig davon, mit welcher Art von Garn der Bobinet hergestellt wird, kann der Tüll auch leitfähig sein oder auch auf Haut fast unsichtbar gemacht werden.